# Charles-Louis Girault

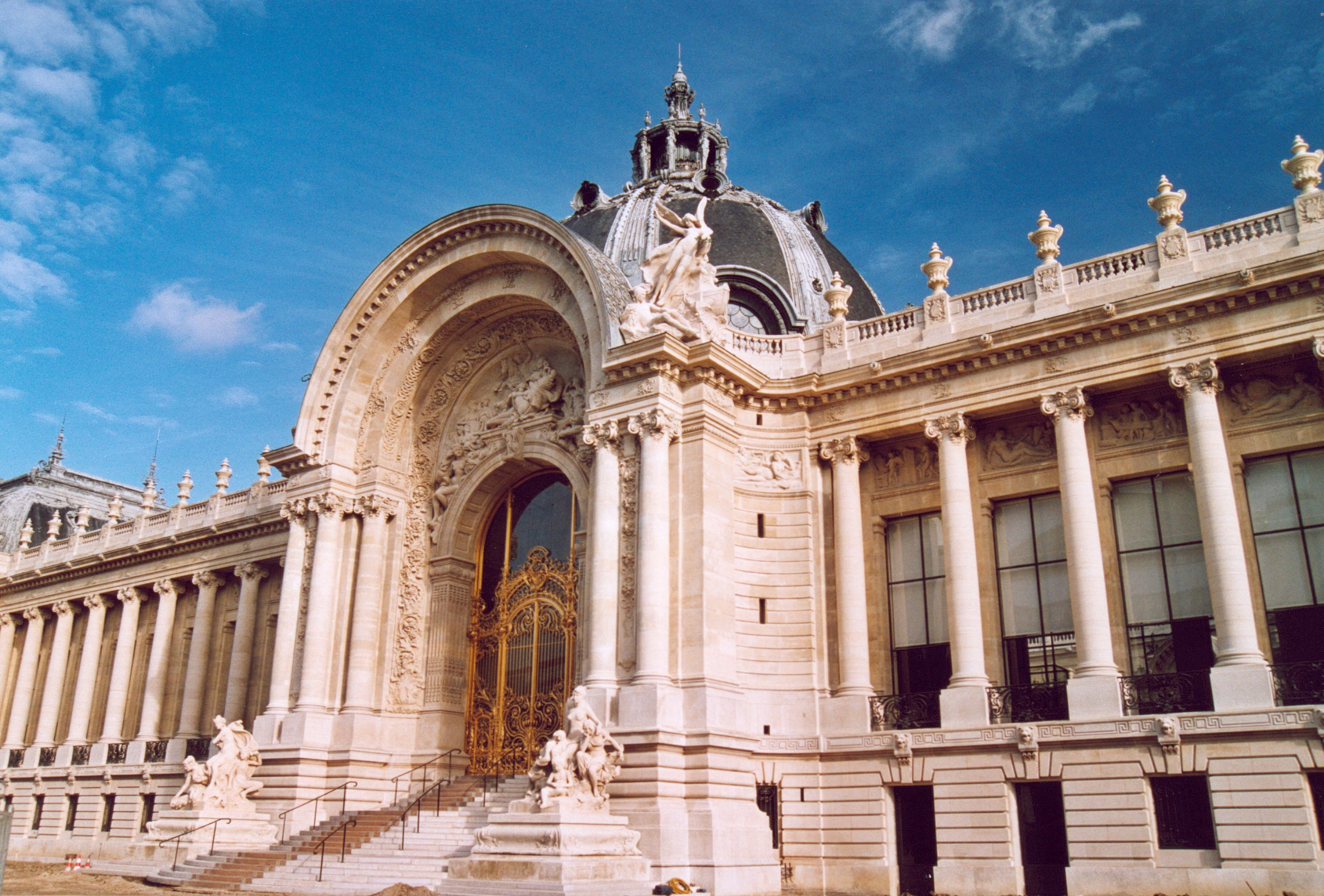
El Petit Palais a París, obre de Charles Girault

Charles-Louis Girault (Cosne-Cours-sur-Loire, regió de Borgonya, 1851- París, 1932) va ser un arquitecte francès.
Alumne d'Honoré Daumet a l'École Nationale Supérieure des Beaux-Arts, Charles Girault va guanyar el primer gran premi de Roma el 1880. El tema de la prova final tenia per títol «Un hospice pour les enfants malades, sur les bords de la Méditerranée» (Un hospici per als nens malalts, a les vores de la Mediterrània).
El jove arquitecte es va convertir en pensionat de l'Acadèmia de França a Roma, del 28 de gener de 1881 al 31 de desembre de 1884.
Va participar en el disseny i construcció del Grand Palais i de la que seria la seva obra mestra, el Petit Palais, de 1896 a 1900. Algunes de les seves obres principals també inclouen el disseny de la tomba de Louis Pasteur o el Palacio Taranco a Montevideo.
Va ser escollit membre de l'Académie des Beaux-Arts de l'Institut de France el 1902.
Va ser escollit pel rei Leopold II de Bèlgica com a arquitecte de les Àrcades du Cinquantenaire a Brussel·les el 1905 i del que avui dia és el Museu Reial de l'Àfrica Central a Tervuren, començat el 1904 i inaugurat el 1910.